# شاهين عبد الرحمن
شاهين عبد الرحمن المازمي (مواليد 16 نوفمبر 1992، لاعب كرة قدم إماراتي يجيد اللعب في الدفاع مع نادي الشارقة في دوري الخليج العربي الإماراتي .

## دمج نادي الشارقة
كان يلعب مع نادي الشارقة و في عام 2017 صدر قرار بدمج نادي الشارقة مع نادي الشعب تحت مسمى نادي الشارقة تم ضمه إلى نادي الشارقة الجديد .

## روابط خارجية
- شاهين عبد الرحمن على موقع إي إس بي إن إف سي (الإنجليزية)
- شاهين عبد الرحمن على موقع ناشيونال فوتبول تيمز (الإنجليزية)
- شاهين عبد الرحمن على موقع Soccerway.com (الإنجليزية)
- شاهين عبد الرحمن على موقع عالم كرة القدم.نت (الإنجليزية)